# Gabinete de lectura
Un gabinete de lectura es una institución cultural dedicada al fomento de la lectura.

## Historia
Aunque el término se usó en algún momento para describir aquellas colecciones que «forman los curiosos, recogiendo en diferentes ocasiones papeles que ó bien se han hecho raros ó que nunca se han dado á luz, á quienes ponen en lugar separado para tenerlos á la mano», en el siglo XIX vino a referirse a instituciones y salas privadas dedicada a la formación lectora de los participantes, que habían de pagar para poder pertenecer a ellas. En España, el Gabinete de Lectura de Vitoria, formado en torno a 1841, es considerado uno de los ejemplos más antiguos de esta clase de institución, en un país que luego daría abundantes ejemplos, como el Gabinete de Lectura Santa Teresa de Jesús creado a comienzos de la dictadura de Francisco Franco. 